# Aminata
Aminata und Aminatu sind weibliche Vornamen afrikanischer Herkunft.

## Bedeutung und Verbreitung
Es handelt sich um westafrikanische Varianten des aus dem Arabischen stammenden Namens Amina, der in der gleichen Region ebenfalls verbreitet ist. Es gibt, wie bei Amina, zwei auch lautsprachliche Bedeutungsvarianten: Die Vertrauenswürdige, der man vertraut sowie Frau des Friedens und der Harmonie.
Aminata ist ein beliebter Name unter den Wolof in Senegal.
Aminatu (französische Schreibweise: Aminatou) ist eine beliebte Namensvariante in Niger sowie dem islamisch geprägten Norden Nigerias, nicht zuletzt aufgrund des Ruhms der kriegerischen Königin Aminatu aus dem 15. oder 16. Jahrhundert.

## Bekannte Namensträger

### Aminata
- Aminata (Sängerin) (* 1993), lettische Sängerin
- Aminata Bah (* 1994), malische Siebenkämpferin
- Aminata Belli (* 1992), deutsche Fernsehmoderatorin und Reporterin
- Aminata Camara (Leichtathletin, 1973) (* 1973), malische Hürdenläuferin
- Aminata Camara (Leichtathletin, 1989) (* 1989), Dreispringerin
- Aminata Camara (Leichtathletin, 1992) (* 1992), französische Kugelstoßerin
- Aminata Camara (Fußballspielerin) (* 2002), gambische Fußballspielerin
- Aminata Diadhiou (* 1987), senegalesische Fußballspielerin
- Aminata Diallo (* 1995), französische Fußballspielerin
- Aminata Diouf (* 1977), senegalesische Leichtathletin
- Aminata Sow Fall (* 1941), senegalesische Schriftstellerin
- Aminata Gaye (* 1996), gambische Fußballspielerin
- Aminata Hydara (20. Jh.), gambische Verwaltungsbeamtin
- Aminata Kabba (* 1994), sierraleonesisch-britische Musikerin und Singer-Songwriterin
- Aminata Kamissoko (* 1985), mauretanische Leichtathletin
- Aminata Maïga Ka (1940–2005), senegalesische Schriftstellerin
- Aminata Savadogo (* 1993), lettische Sängerin
- Aminata Takoubakoyé (* 1979), nigrische Wirtschaftswissenschaftlerin und Politikerin
- Aminata Touré (Politikerin, 1962) (* 1962), senegalesische Politikerin (APR)
- Aminata Touré (Politikerin, 1992) (* 1992), deutsche Politikerin (Bündnis 90/Die Grünen)
- Aminata Traoré (* 1947), malische Politikerin
- Aminata Turay (* 1970), sierra-leonische Handballspielerin und Funktionärin

### Aminat
- Aminat Jamal (* 1997), bahrainische Hürdenläuferin
- Aminat Nalbijewna Kuschchowa (* 1993), russische Tennisspielerin
- Aminat Olowora (* 1994), nigerianische Mittel- und Langstreckenläuferin

### Aminath
- Aminath Faiza (1924–2011), maledivische Lyrikerin und Autorin
- Aminath Razzaq (* 1999), maledivische Badmintonspielerin

### Aminatta
- Aminatta Forna (1964), britische Schriftstellerin
- Aminatta N’gum (* 1953), simbabwisch-gambische Richterin

### Aminatou
- Aminatou Gaoh (* 1961), nigrische Diplomatin
- Aminatou Haidar (* 1966), sahrauische Menschenrechtsaktivistin
- Aminatou Seyni (* 1996), nigrische Sprinterin
- Aminatou Touré (* 1955), nigrische Diplomatin und Politikerin

### Aminatu
- Aminatu Ibrahim (* 1979), ghanaische Fußballspielerin

### Aminetou
- Aminetou Mint El-Moctar (* 1956), mauretanische Menschenrechtsaktivistin